# 青木いつ希
青木 いつ希（あおき いつき、1997年12月4日 - ）は、日本の女子プロレスラー。島根県浜田市出身。

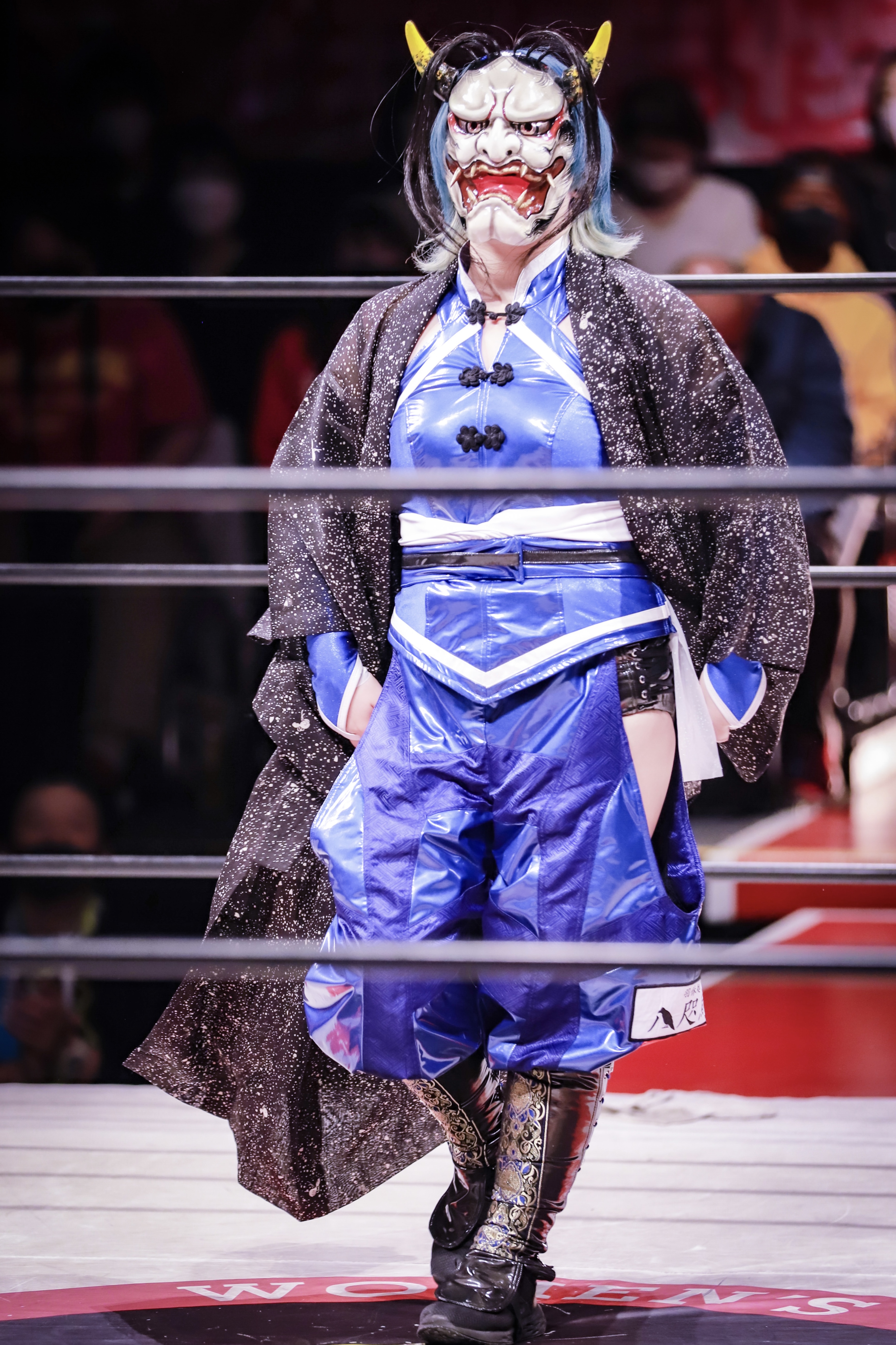
2023.03.15 マーベラス新木場大会 青木いつ希選手

## 略歴
島根県生まれ。
プロレスラーを志し、大阪のローカル団体であるジャパンプロレス2000に入門。ただしジャパンプロレス2000には男子レスラーしかいなかったため、2017年1月より東京に滞在し、REINA女子プロレスに3か月出稽古した。
4月16日、大阪府和泉市にある商業施設・コムボックス光明池内の特設リングにて行われた真琴戦でプロデビュー。
6月11日、SECRET BASE・大正沖縄会館大会で神田愛実と対戦。
6月18日、REINA女子プロレス「ザ・トレジャーボックス~2017春夏~」東京・BASEMENT MONSTAR王子大会で東京初試合（小林香萌戦）。
その後は7月16日、道頓堀プロレスのバトルロイヤルに出場。8月26日にはシアタープロレス広島花鳥風月・マリーナホップ大会で茉莉＆関友紀子戦（パートナーは桐原季子）戦を行うなど関西圏を中心に活動。OZアカデミー、SEAdLINNNG等にレギュラー参戦し活動を拡大。
2020年3月31日をもってジャパンプロレス2000を退団、同4月1日より同郷島根県の先輩である日高郁人の個人会社ショーンキャプチャーとマネジメント契約し所属第一号選手となる。
2021年1月16日、WAVE新宿FACE大会にて門倉凛と組んでWAVE認定タッグ王座獲得。
5月9日、OZアカデミー新宿FACE大会にて倉垣翼と組んでOZアカデミー認定タッグ王座獲得。WAVE認定タッグ王座とあわせて二冠となる。
8月22日、成美グリーンホール大会にて666に初参戦。新生ヒダカヤとして活動する宮本裕向、遠藤マメを相手に3wayマッチで戦いマメから勝利。
2022年7月17日、WAVE後楽園ホール大会にてCATCH THE WAVE 2022敢闘賞を獲得。
10月13日、同郷の豊田真奈美から直々にジャパニーズ・オーシャン・バックドロップを伝授される。
10月23日、日高祭25でおこなわれた世羅りさ＆藤田あかね戦（パートナーは関口翔）にてジャパニーズ・オーシャン・バックドロップで藤田から勝利。
2023年3月12日、WAVE後楽園ホール大会にて日高郁人と組んでWAVE認定タッグ王座獲得。
2024年8月23日、SEAdLINNNG 9周年記念大会～中島安里紗 引退試合～。東京・後楽園ホール。笹村あやめ（2AW）と組み、真琴＆野崎渚組を破り、第14代BEYOND THE SEA TAG王座に就く。
9月10日、SEAdLINNNG。東京・新宿FACE。ラ・ピディータ＆カ・ケディータを破り、BEYOND THE SEA TAG王座初防衛に成功。
12月27日、SEAdLINNNG。東京・後楽園ホール。刀羅ナツコ＆琉悪夏（スターダム）から反則勝ちを収め、BEYOND THE SEA TAG王座2度目の防衛に成功。

## 得意技
- 塵輪
  - スピアーからの丸め込み。名称は石見神楽の演目より。
- 鍾馗（テキサスクローバーホールド）
- ダイビングフットスタンプ
- 大黒落とし
- ジャパニーズ・オーシャン・バックドロップ

## タイトル歴
Marvelous
- AAAWタッグ王座（第17代、パートナーは門倉凛）

プロレスリングWAVE
- WAVE認定タッグ王座（第25代・第31代、パートナーは門倉凛（第25代）、日高郁人（第31代））

OZアカデミー女子プロレス
- OZアカデミー認定タッグ王座（第34代、パートナーは倉垣翼）

SEAdLINNNG
- BEYOND THE SEA TAG TEAM王座（第14代、パートナーは笹村あやめ）

## 人物
- 好みの男性のタイプは、口が大きい、唇が厚い、手が大きい人。山田裕貴。[6]

## 入場曲
- ギラギラ / 女王蜂